# イン・ヤン・ツインズ
イン・ヤン・ツインズ (Ying Yang Twins) とは、1997年に結成されたヒップホップデュオの名称である。
リル・ジョンと共にクランクを世に広めた立役者。2003年発表の『Me & My Brother』と2005年発表の『U.S.A. (United State of Atlanta)』は共に全米で100万枚以上を売り上げる大ヒットを記録した。

## メンバー

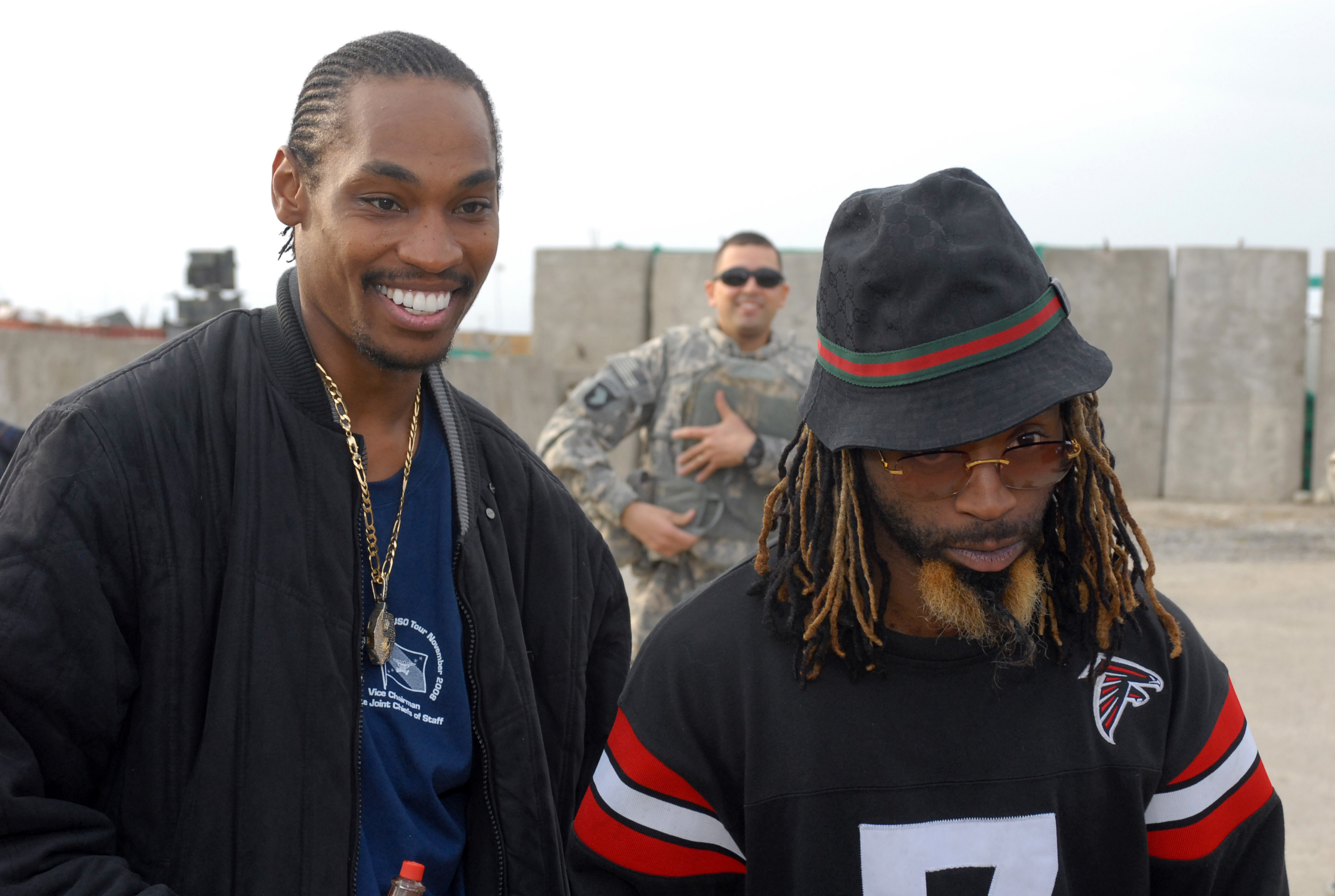
Ying Yang Twins（2008年）

- エリック・ケイン・ジャクソン (Eric "Kaine" Jackson)
- ディアンジェロ・ホルメス (DeAngelo "D-Roc" Holmes)

## ディスコグラフィー

### アルバム
- Thug Walkin' (2000)
- Alley: The Return of the Ying Yang Twins (2002)
- Me & My Brother (2003)
- U.S.A. (United State of Atlanta) (2005)
- Chemically Imbalanced (2006)
- Ying Yang Forever (2009)
- All Around the World (with DJ Teddy-O) (2012)